# Chōgaku-ji
Chōgaku-ji (tiếng Nhật: 長岳寺; âm Hán Việt: Trường Nhạc tự) là ngôi chùa Phật giáo Nhật Bản của giáo phái Kōyasan Shingon-shū ở thành phố Tenri thuộc tỉnh Nara, Nhật Bản. Ngôi chùa nằm trong Vườn quốc định Yamato-Aogaki dọc theo Yamanobe no michi (tiếng Nhật: 山辺の道), con đường cổ nhất tại Nhật Bản, dưới chân núi Ryūō trong dãy núi Sanuki. Ngôi chùa ở vị trí thứ 4 trong số mười ba địa điểm Phật giáo của Yamato, và là ngôi chùa thứ 19 trong số 25 ngôi chùa hoa Kansai.

## Lịch sử
Chōgaku-ji được xây dựng bởi đại sư Không Hải vào năm 824. Cổng tháp chuông (rōmon) của chùa là cổng lâu đời nhất ở Nhật Bản. Cổng ban đầu xây dựng vào thời kỳ Heian khi ngôi chùa mới thành lập, và là công trình xây dựng duy nhất còn lại nguyên bản tại Chōgaku-ji. Phần trên của cổng được xây lại từ năm 1086–1184 và phần dưới xây dựng lại từ năm 1573–1614. Kiến trúc cổng theo phong cách Kibitsu-zukuri với mái ngói lợp bằng gỗ mỏng.

## Hiện vật văn hóa
Chōgaku-ji có bốn cấu trúc và năm bức tượng được chỉ định là tài sản văn hóa quan trọng quốc gia. Cổng tháp chuông được công nhận là tài sản văn hóa quan trọng quốc gia vào năm 1907. Jizō-in là một dō (tiếng Nhật: 堂, n.đ. 'Đại sảnh đường') được xây dựng vào năm 1631 và công nhận là tài sản văn hóa quan trọng quốc gia vào năm 1969. Phía sau Jizō-in là kuri (nhà bếp), xây vào năm 1930 và được công nhận là tài sản văn hóa quan trọng quốc gia vào năm 1955.
Gochidō là tháp chùa bắt đầu xây dựng từ năm 1275–1332 vào cuối thời kỳ Kamakura, được công nhận là tài sản văn hóa quan trọng quốc gia vào năm 1908. Kết cấu tháp không có tường và trang trí bằng họa tiết chữ Phạn, được nâng đỡ bởi một cây cột lớn ở vị trí trung tâm (gọi là shinbashira).